# Designs on Jerry
Designs on Jerry (рус. Капканы для Джерри; Ловушка для Джерри; Проект на Джерри) — 93-й эпизод мультсериала «Том и Джерри», выпущенный 2 сентября 1955 года.

## Сюжет
Том разрабатывает самую лучшую мышеловку по плану Руба Голдберга, для того чтобы прославиться на весь мир и разбогатеть. Пока Том спит, чертежная мышь оживает и заходит в нору к Джерри, чтобы предупредить ему о планах Тома.
Джерри глазам своим не поверил, что его разбудила чертежная мышь, которая потом все равно разбудив его, затащит по нарисованному канату на чертежный план. В этот момент оживает чертежный кот, который, как и Том, собирается поймать мышь. Чертежная мышь просит Джерри защитить его. Джерри стирает ластиком зубы чертежному коту, который потом все равно нарисует огромные зубы, чтобы продолжить погоню за ним. Чертежная мышь рисует на чертеже нору, в которой прячется Джерри, а сама становится жертвой чертежного кота. Джерри выходит из норы и ластиком укорачивает задние лапы чертежному коту, чтобы его остановить и спасти чертежную мышь.
Чертежный кот гонится за Джерри, пока не замечает у себя модификацию на задних лапах и использует свой хвост как лассо, чтобы поймать Джерри. Между тем, чертежная мышь рисует лук и стрелы, чтобы выстрелить в чертежного кота и спасти Джерри. От выстрела чертежный кот сдулся. Чертежная мышь убегает и маскируется как цветок в горшке.
Чертежный кот ничего не подозревает, а за спиной, в тот момент чертежная мышь скручивает его вилкой как спагетти. Джерри и чертежная мышь спрыгивают с чертежной доски, пока скрученный чертежный кот гонится за ними, а затем по полу скачет как пружина. Чертежная мышь обливает его струей воды. Джерри засасывает его ручкой для белых чернил и сливает остатки чернил в банку. Джерри и чертежная мышь жмут друг другу руки, но вскоре слышат зевание Тома, который потом идет делать ключевые изменения на чертеже. Джерри и чертежная мышь исправляют цифру длины веревки с 10 на 12 на чертеже и возвращаются в исходные позиции. Том продолжает строить мышеловку, ничего не подозревая. После того, как Том доделал мышеловку, он прячется за угол, дожидаясь, когда Джерри выйдет из своей норы и схватит кусок сыра, который Том привязал к своему изобретению.
Джерри хватает кусочек сыра, после чего запускается ловушка, последним звеном в которой является кукушка, выскакивающая из часов и перепиливающая верёвку с сейфом, который должен свалиться на Джерри. Том завязывает мышонку глаза и предлагает покурить, но в этот момент сейф падает на него. Из сейфа затем вылезает Том в форме куба, а его ругань заглушает звучащая музыка.

## Факты
- Выдержки мультфильма появятся в эпизоде 1967 года «Shutter Bugged Cat».

## О мультфильме
Одна из лучших работ сериала «Том и Джерри» — «Капканы на Джерри» — крайне изобретательный фильм, в котором чертежи Тома для мышеловки оживают, а Том и Джерри нарисованы схематичными фигурками.
— Молтин Леонард «О мышах и магии. История американского рисованного фильма»